# Seznam slovenských hráčů v KHL v sezóně 2014/2015
Toto je seznam hráčů Slovenska v sezóně 2014/2015 KHL.
- HC Slovan Bratislava • Ivan Baranka • Samuel Baroš • Milan Bartovič • Mário Bližňák • Jan Brejčák • Denis Godla • Libor Hudáček • Jaroslav Janus • Lukáš Kozák • Andrej Kudrna • Mário Lunter • Patrik Luža • Vladimír Mihálik • Ladislav Nagy • Dominik Rehák • Štefan Ružička • Michal Sersen • Martin Štajnoch • Tomáš Starosta • Andrej Štastný • Tomáš Surový • Peter Ölvecký
- Amur Chabarovsk • Marcel Haščák • Michel Miklík • Rastislav Špirko
- HK Lada Toljatti •	Peter Podhradský • Karol Sloboda
- Dinamo Riga • Marcel Hossa • Milan Jurčina
- Barys Astana • Ján Laco
- HK Dinamo Minsk • Ivan Švarný
- Medveščak Zářeb •	Branislav Mezei